# Hygrophila abyssinica
Hygrophila abyssinica är en akantusväxtart som först beskrevs av Ferdinand von Hochstetter och Christian Gottfried Daniel Nees von Esenbeck, och fick sitt nu gällande namn av T. Anders.. Hygrophila abyssinica ingår i släktet Hygrophila och familjen akantusväxter. Inga underarter finns listade i Catalogue of Life.